# Kalix
Kalix er et byområde i Kalix kommun i Norrbottens län i Sverige. I 2010 var indbyggertallet 7.299.